# Goyo (rapero)
Goyo es un rapero puertorriqueño que debutó como Double Flavor en la música urbana, y perteneció al equipo de "La Industria" de DJ Eric. Después de haber fungido como cantante secular desde el 1995, culmina llegando a su encuentro con Dios en el año 2001, donde luego de diversos procesos de restauración y aprendizaje, reorienta su carrera en 2003 enfocándose en la predicación del Evangelio por medio de su música bajo el nombre artístico "El Goyo".
En su trayectoria, ha lanzado 5 álbumes, y ha participado en colaborativos como DJ Eric Industry, Vol. 4: The Return, Linaje Escogido, Los Violentos, El equipo invencible, entre otros.

## Biografía
José Bergollo nació el 30 de septiembre de 1974 en el pueblo de Arecibo, Puerto Rico. Desde muy niño, fue criado en el cristianismo. A los 9 años de edad perdió a su padre y a los 14, decide abandonar la iglesia y probar las calles. "A los 15 años comencé a consumir marihuana y alcohol y a los 19 tuve la primera oportunidad de componer música para un disco secular", expresó en una entrevista.  “Durante 3 años estuve sanándome, restaurándome y llenándome con la Palabra de Dios, hasta que en el año 2004, me lleva a componer rap y desde entonces, mi música se la dedico sólo a Dios”.
Desde 1995 hasta el 1999, cae preso por diversas situaciones. A los 25 años, ya era reconocido en la música secular como Double Flavor. Como parte de "la Industria" de DJ Eric, participó en The Return, Coming to Attack, Los Nuevos Talentos de la Industria, All Star Parte 1 (ya con el nombre del "Goyo"), y compartió escenario con Lito & Polaco, MC Ceja. Tuvo dos vídeos musicales, sin embargo, expresó que su vida estaba vacía, sin propósito, ni dirección. En el año 2001, vuelve a la iglesia.
Su primer álbum titulado Transformación Industrial, hacía referencia a sus inicios con La Industria. Contó con las colaboraciones de Dr. P, Bengie, Manny Montes, Maso, Soly y Luis Joel, siendo producido por Sandy NLB. En la primera canción, se puede escuchar a Tito el Bambino presentándolo, ya que Goyo, pertenecía en ese momento al sello del artista, On Fire Music. Tres años más tarde, llega De Vuelta el Tonkka, álbum que contó con la participación de Manny Montes, Alex Zurdo, Redimi2, Funky, entre otros.
Como artista cristiano, ha participado en más de 40 producciones, como Los Inmortales (Manny Montes), La verdad, Los Bravos y otros recopilatorios de DJ Blaster, Linaje Escogido (All Star Records de Don Omar y Rey Pirin), Holy Crew 1 y 2 (PBC & MC Charles), Los Embajadores del Rey (Santito), Guerreros del Reino (Travy Joe), Una y Mil Razones y Así son las cosas (Alex Zurdo), Paso a Paso (Donteo & Yanel), entre otras.
En 2010, lanza My Legacy, incursionando en sonidos más electrónicos y pop, contando con la participación de Alex Zurdo, Harold El Guerrero, Yadira Coradín y René González. Interpretó un verso en «7 en en el micrófono», sencillo del álbum Exterminador Operación P.R. de Redimi2. Desde 2013, anunció su álbum Crecimiento. Se había aliado con Harold El Guerrero como productor, trabajando a la par el álbum Líder Guerrero de Harold. El álbum saldría en 2016 con vídeos musicales de «Alfombra Roja», y su participación en el álbum de Oquendo, con la canción «Esta es mi vida».
Desde Cero es su último material discográfico, promocionado con el sencillo del mismo nombre y una remezcla junto a Gabriel Rodríguez EMC, Ander Bock y Jay Kalyl. Desde entonces, ha lanzado solo sencillos como «Maestro», «Equilibrio», y nuevos volúmenes de su saga de sencillos titulada «Calidad ambiental».

## Discografía

### Álbumes de estudio
- 2005: Transformación Industrial
- 2008: De Vuelta el Tonkka
- 2010: My Legacy
- 2016: Crecimiento
- 2018: Desde Cero